# Собор Галицьких святих
Собор Галицьких святих — святі, які походженням або своєю діяльністю пов'язані з Галичиною; святкування на їх честь, встановлене у Львівській єпархії Української Православної Церкви.
Святкування, яке відбувається в третю неділю після П'ятидесятниці, встановлене на засіданні Священного Синоду Російської православної церкви 3 квітня 2001 з ініціативи Блаженнішого Володимира, митрополита Київського і всієї України. Пізніше список Собору Галицьких святих був доповнений, в тому числі місцевошанованих в Українській Церкві святими.

## Собор Галицьких святих
- святі рівноапостольні Кирило і Мефодій
- святитель Петро, митрополит Київський і всієї Русі
- святитель Феогност, митрополит Київський і всієї Русі
- святитель Кипріан, митрополит Київський і всієї Русі
- святитель Фотій, митрополит Київський і всієї Русі
- святитель Петро (Могила), митрополит Київський, Галицький і всієї Русі
- святитель Іоанн, митрополит Тобольський
- святитель Інокентій, єпископ Іркутський
- святитель Павло, єпископ Тобольський
- святитель Стефан, єпископ Володимир-Волинський
- святитель Амфілохій, єпископ Володимир-Волинський
- святитель Мелетій, Патріарх Олександрійський
- святий рівноапостольний великий князь Володимир
- святий благовірний князь Ярополк
- святий благовірний князь Мстислав Удатний
- священномученик Іоанн Ризький
- священномученик Максим Сандович
- священномученик Никифор Кантакузен
- священномученик Олександр Хотовицький
- священномученик Павло Холмський
- мучениця Іоанна Холмська
- мученик Парфеній
- великомученик Іоанн Сочавський
- преподобний Йов Почаївський
- преподобний Амфілохій Почаївський
- преподобний Феодосій Манявський
- преподобний Йов Княгиницький
- преподобний Кукша Одеський
- праведний Алексій Товт